# Cereceda (Piloña)
Cereceda (en asturiano y oficialmente Cerecea) es una parroquia del concejo de Piloña, en el Principado de Asturias (España). Alberga una población de 239 habitantes (INE 2011) en 161 viviendas. Ocupa una extensión de 18,01 km². Está situada a 10 km de la capital del concejo, Infiesto. Se celebra la festividad del Asturcón en la Majada de Espineras. Su templo parroquial está dedicado a San Vicente.

## Barrios
- Berducedo (Berducéu en asturiano)
- Braniella
- Caldevilla
- Cereceda (Cerecea)
- Cantodova (Cantudova)
- La Bárcena
- La Braña
- La Naveda
- Los Collados (Los Collaos)
- Mercoria (La Mercoria)
- Robledo (Robléu)
- Sardeda (Sardea)
- Sementada (La Sementada)
- Tresabueli (Tresagüeli)